# Zhongnanhai

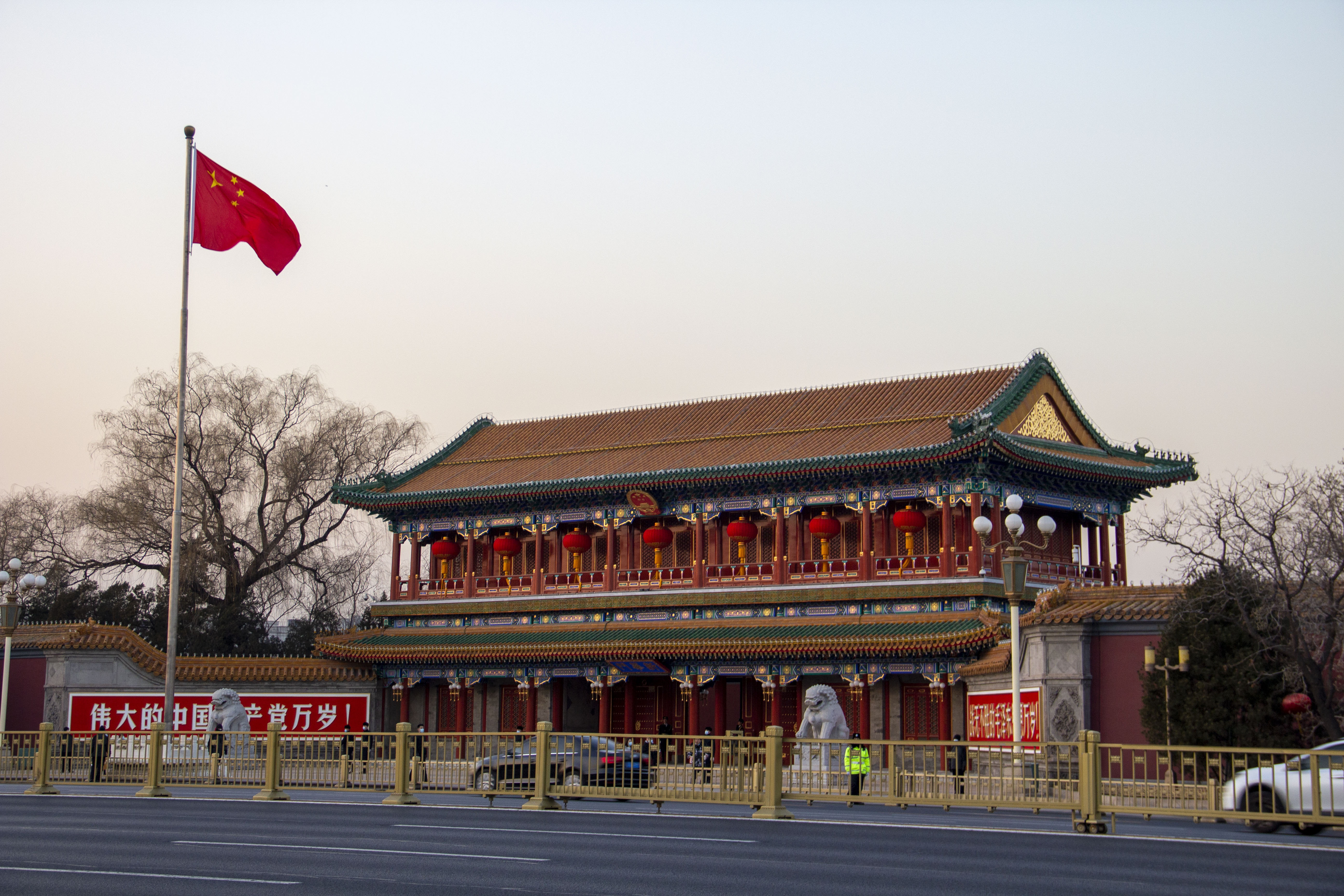
Foto tomada a principios de 2021.

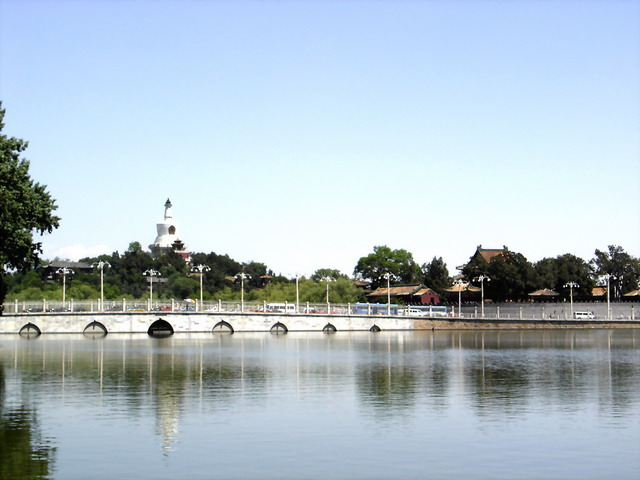
Vista de una parte de Zhongnanhai.

Zhongnanhai (chino:中南海, pinyin: Zhōngnánhăi) es un complejo de edificios de Pekín, China, que realiza las funciones de oficina central del Partido Comunista de China y es la sede oficial del gobierno de la República Popular China.
La palabra Zhongnanhai se usa a menudo de forma metonímica, designando también a la administración del gobierno de la República Popular China (así como, por ejemplo, «la Casa Blanca» se refiere a menudo al Presidente de Estados Unidos o «La Moncloa» se refiere también al Presidente del Gobierno de España). Los presidentes chinos, incluyendo a Hu Jintao, y otros líderes del Partido Comunista se reúnen con frecuencia con otros dignatarios oficiales en el complejo.

## Localización
El nombre del complejo Zhongnanhai, ubicado al oeste de la Ciudad Prohibida, significa «mares» o «lagos» «centrales y del sur», en referencia a dos lagos («el Mar Central» y «el Mar del Sur») que se encuentran en el interior del complejo. Por este motivo a veces se traduce por «Los Palacios del Mar». Estos dos lagos forman parte de una serie de proyectos de regadío llevados a cabo durante la construcción de la Ciudad Prohibida. También forma parte de este sistema el «Mar del Norte», o «Beihai», actualmente un parque público.
Estos tres lagos (del Sur, Central y del Norte) eran originalmente un jardín imperial, con zonas verdes en las orillas de cada lago, cercados por una valla. La mayor parte de los pabellones, templos y sepulcros de la zona son de este periodo. Mientras que el Lago del Norte tenía un cariz religioso, en las orillas de los lagos Central y del Sur se construyeron palacios.

## Historia
Durante la Dinastía Jin, la sección norte de Zhongnanhai era el denominado Lago Taiye (literalmente «Lago del Gran Líquido»), con un palacio adosado llamado el Daning Gong («Palacio de la Gran Paz»). Durante el reinado de la Dinastía Yuan, el Lago Taiye se incluyó en la Ciudad Imperial. Además se extendió, cubriendo aproximadamente el área comprendida por los lagos Central y del Norte hoy en día. Los tres palacios se construyeron alrededor del lago.
Después de que la Dinastía Ming trasladara la capital a Pekín, en 1406 se empezó a construir la Ciudad Prohibida. El palacio de Ming estaba al sur del palacio de Yuan. En consecuencia, se excavó el Mar del Sur al sur del antiguo lago. El suelo excavado se apiló para construir Jingshan, una colina al norte de la Ciudad Prohibida. Por esta época, los tres lagos estaban conectados y recibían el nombre conjunto de Lago Taiye. Los tres lagos estaban separados por puentes, y eran parte de un extenso parque real al oeste del Palacio Imperial.
Con posterioridad al establecimiento de la capital de la Dinastía Qing a Pekín, el gobierno redujo el tamaño del parque real a una pequeña área vallada alrededor de los tres lagos. Los numerosos emperadores que les sucedieron construyeron casas y pabellones a lo largo de las tres orillas, donde desempeñarían las labores gubernamentales en verano. Durante el reinado de la Emperatriz Regente Cixi, ella y el Emperador vivirían a menudo en el complejo de Zhongnanhai, viajando a la Ciudad Prohibida sólo durante ceremonias oficiales.
Durante la Rebelión de los Bóxers de 1900, el ejército ruso invadió Zhongnanhai, y saqueó casi toda la decoración. Más tarde, el comandante de la Alianza de las Ocho Naciones también vivió en Zhongnanhai. Cuando Puyi fue proclamado Emperador, su padre, el Príncipe Regente, vivió durante un corto período en el complejo.
Zhongnanhai cobró una importancia significativa durante la República de China, cuando el Gobierno de Beiyang, bajo el mando de Yuan Shikai emplazó su centro de decisiones en el complejo de Zhongnanhai durante 1912. Esta decisión se tomó porque el régimen deseaba alojar su gobierno muy cerca del centro histórico de poder, en la Ciudad Prohibida, pero no podía usarla a tal efecto porque el emperador abdicado Puyi todavía vivía allí.
Cuando el gobierno de la República de China trasladó su capital a Nankín, el complejo de Zhongnanhai se abrió al público como parque.
Zhongnanhai ha sido la sede del gobierno central desde los primeros días de la República Popular China, fundada en 1949, fecha desde la cual se construyeron muchas de las estructuras del complejo, que alberga al Comité Central del Partido Comunista de China, además del Consejo de Estado de la República Popular China. Los primeros líderes, como Mao Zedong, Zhou Enlai y Deng Xiaoping vivían en el complejo. Los mapas de Pekín muestran Zhongnanhai como un área verde insignificante con una masa de agua; en cambio, el gobierno municipal se muestra con una llamativa estrella roja.

## Zhongnanhai hoy
Desde que Zhongnanhai se convirtió en el complejo gubernamental central, ha permanecido inaccesible al público. Sin embargo, en los años de libertad relativa que siguieron al final de la Revolución Cultural, desde 1977 a 1985, el complejo estuvo abierto al público, que podía obtener de las autoridades gubernamentales tíquets para visitarlo. Tras el tumulto político que acabó con la Revuelta de la Plaza de Tian'anmen, el acceso se restringió.
La entrada más importante del complejo se encuentra al sur, en la Puerta de Xinhua (o Puerta de la Nueva China), rodeada por dos carteles que desean «larga vida al gran Partido Comunista de China» y «larga vida al invencible pensamiento de Mao Zedong». La vista tras la entrada está apantallada por una pared con el cartel «Servid al pueblo», escrito de puño y letra por Zhou Enlai. La entrada de Xinhuamen está en la cara norte de la Avenida de Chang'an.
El 18 de abril de 1989, muchos estudiantes se aposentaron fuera del complejo de Zhongnanhai. Eran muy visibles por los viandantes de la Avenida de Chang'an. Los estudiantes sostenían carteles en los que se leía «Abajo la Dictadura» y «Larga Vida a la Democracia». Muchos de los estudiantes se involucraron también en la Revuelta de la Plaza de Tiananmen. El 20 de abril, los guardias de Zhongnanhai atacaron a los manifestantes con cinturones y porras. El ataque les dio una energía renovada a los manifestantes a medida que las noticias del desalojo a golpes se extendieron, y los estudiantes que simpatizaban con las protestas acudieron desde toda China para «apoyar a Pekín», lo que acabó finalmente en la Revuelta de Tian'anmen.
Zhongnanhai fue también el lugar de las manifestaciones de Falun Gong en 1999.